# Potosi (voilier)
Pour les articles homonymes, voir Potosí (homonymie).
Le Potosi était un navire voilier à cinq-mâts barque marchand allemand. Il fut construit en 1895 à Geestemünde par les chantiers Joh. C. Tecklenborg pour la compagnie de transport maritime de Hambourg du célèbre armateur F. Laeisz (connu aussi sous le nom de Flying P-Liner) pour le transport du nitrate entre le Chili et l'Allemagne.
En 1923, il passa sous pavillon chilien en prenant le nom de Flora.

## Histoire

### Sous le nom dePotosi
Conformément à la coutume de l'armateur F. Laeisz  de nommer ces bateaux par un nom commençant par un P, celui-ci fut baptisé Potosi du nom de la ville bolivienne des mines d'argent. Son premier port d'attache fut Hambourg, puis Brême.

La coque, toujours selon la tradition de l'armateur, était aux couleurs du drapeau national allemand de l'époque : coque noire, fil d'eau blanc et rouge sous l'eau.

 Il fut le 3e plus grand voilier construit après le France I (1890) et le Maria Rickmers (1891). 

 Il fit 27 traversées avant d'être mis en internement à Valparaiso durant la Première Guerre mondiale.

En 1917, il est vendu à l'armateur brêmois F. A. Vinnen, puis, en 1920, à l'Argentine pour le compte des dommages de guerre pour la France. Son nouveau port d'attache devient Buenos Aires. La même année il est transféré à son nouveau armateur Floating Dock Co. à Buenos Aires.

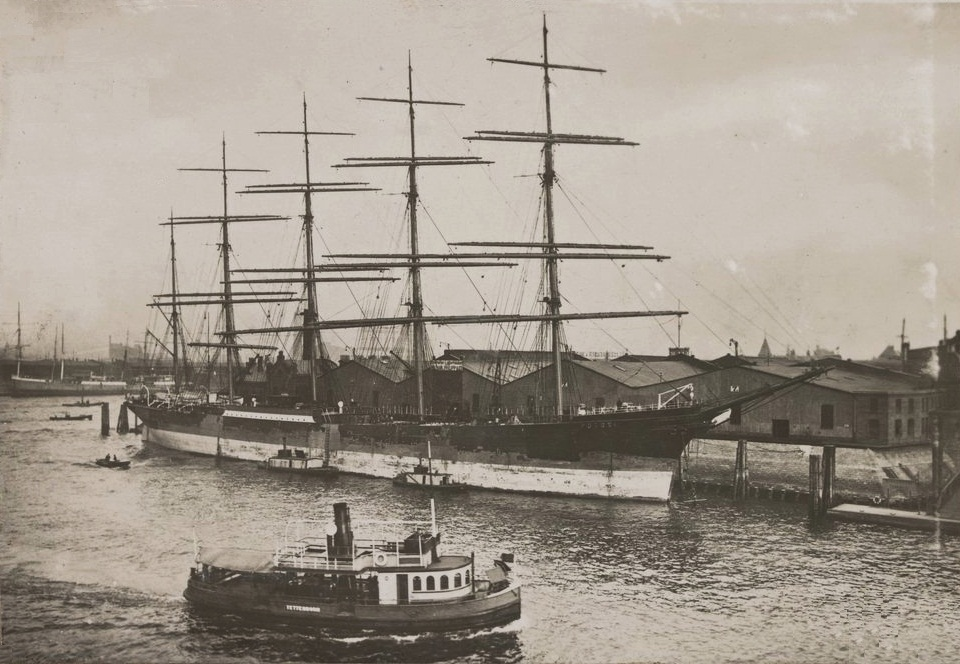
Le Potosi à quai.

### Sous le nom deFlora
En 1923, il est racheté par l'armement González, Soffia & Co. de Valparaíso au Chili. Il prend le nom de Flora.
En 1925, après avoir pris une cargaison de charbon à Mejillones au Chili, un incendie se déclare au large des côtes de la Patagonie. L'équipage quitte le navire. Après plusieurs jours l'épave est retrouvée par le croiseur argentin Patria qui le coule proche de Comodoro Rivadavia en Argentine.

### Autres caractéristiques
- Construction: en acier (coque, mâts)
- Pont: 2 (recouvert en teck)
- Capacité de chargement : 6 400 tonnes
- Hauteur mâture : 64 m
- Indicatif : RKGB (Potosi) , QEPD (Flora)